# 克拉斯诺谢利斯基 (克拉斯诺达尔边疆区)
克拉斯诺谢利斯基（羅馬化：Krasnoselʹskiy）是俄罗斯克拉斯诺达尔边疆区的市级镇，属古利克维奇区，位于库班河左岸，地处克拉斯诺达尔边疆区东部，在区行政中心古利克维奇西北、边疆区首府克拉斯诺达尔东北方，东侧有同属一区的市级镇吉列伊。
该地2021年人口有7,630人；2010年人口7,792；2002年人口7,462；1989年人口6,563。